# Martin Riška
Martin Riška (Žilina, 18 maggio 1975) è un dirigente sportivo ed ex ciclista su strada slovacco.

## Palmarès

### Strada
- 1996 (Dilettanti, una vittoria)

Campionati slovacchi, Prova in linea Elite
- 1999 (De Nardi-Pasta Montegrappa, una vittoria)

1ª tappa Tour of South China Sea (Tseung Kwan O > Tseung Kwan O)
- 2002

4ª tappa The Paths of King Nikola (Podgorica > Cettigne)
GP ZTS Dubnica nad Váhom
Campionati slovacchi, Prova in linea Elite
- 2003

2ª tappa The Paths of King Nikola (Nikšić > Cettigne)
Campionati slovacchi, Prova in linea Elite
- 2004 (PSK Whirlpool, quattro vittorie)

Campionati slovacchi, Prova in linea Elite
2ª tappa Okolo Slovenska (Žilina > Kysucké Nové Mesto)
1ª tappa Internationale Friedens- und Freundschaftstour (Bad Leonfelden > Bad Leonfelden)
Classifica generale Internationale Friedens- und Freundschaftstour
- 2005 (PSK Whirlpool, due vittorie)

Grand Prix Bradlo
1ª tappa Okolo Slovenska (Košice > Košice)
- 2006 (PSK Whirlpool-Hradec Králové, cinque vittorie)

2ª tappa Istrian Spring Trophy (Parenzo > Parenzo)
1ª tappa Tour of Hellas (Volo > Kalambaka)
1ª tappa Tour de Hongrie (Miskolc > Kazincbarcika)
3ª tappa Tour de Hongrie (Sátoraljaújhely > Bükkszentkereszt)
Classifica generale Tour de Hongrie
- 2007 (Swiag Pro Cycling Team, quattro vittorie)

1ª tappa Bałtyk-Karkonosze Tour (Trzebiatów > Pyrzyce)
8ª tappa Bałtyk-Karkonosze Tour (Lwówek Śląski > Jelenia Góra)
Campionati slovacchi, Prova in linea Elite
5ª tappa Tour de Hongrie (Bükkszentkereszt, cronometro)
- 2008 (RC Arbö-Wels-Gourmetfein, due vittorie)

2ª tappa Tour de Hongrie (Balmazújváros > Sátoraljaújhely)
GP Vorarlberg
- 2009 (RC Arbö-Wels-Gourmetfein, una vittoria)

1ª tappa Oberösterreich-Rundfahrt
- 2010 (Arbö-Gourmetfein-Wels, una vittoria)

GP Sportland Niederösterreich

#### Altri successi
- 2002

Criterium Nová Dubnica
- 2003

GP Mesta Pribram
Sparkassen Kriterium Grafenbach
Classifica sprint Okolo Slovenska
- 2004 (PSK Whirlpool)

Criterium Pičin
Criterium Teplice
- 2005 (PSK Whirlpool)

Criterium Jevíčko
- 2006 (PSK Whirlpool-Hradec Králové)

Criterium Jevíčko
Classifica a punti Tour de Hongrie
- 2007 (Swiag Pro Cycling Team)

Kärnten Viper Grand Prix
Classifica scalatori Tour de Hongrie
- 2008 (RC Arbö-Wels-Gourmetfein)

Criterium Schwaz
- 2009 (RC Arbö-Wels-Gourmetfein)

1ª tappa Linz-Passau-Budweis
- 2010 (Arbö-Gourmetfein-Wels)

Giro di Festina Schwanenstadt
- 2011 (RC Arbö-Gourmetfein-Wels)

1ª tappa Sibiu Cycling Tour (Poplaca > Sibiu, cronosquadre)

## Piazzamenti

### Competizioni mondiali
- Campionati del mondo

Lugano 1996 - In linea Under-23: 29º
Madrid 2005 - In linea Elite: 126º
Salisburgo 2006 - In linea Elite: 83º
Stoccarda 2007 - In linea Elite: ritirato
- Giochi olimpici

Sydney 2000 - In linea: 90º
Atene 2004 - In linea: 71º